# توگایوو (شهرستان بورایفسکی، باشقیرستان)
توگایوو (انگلیسی: Tugayevo, Burayevsky District, Republic of Bashkortostan) یک شهرک در شهرستان بورایفسکی باشقیرستان کشور روسیه است.